# I. e. 329
Évszázadok: i. e. 5. század – i. e. 4. század – i. e. 3. század
Évtizedek: i. e. 370-es évek – i. e. 360-as évek – i. e. 350-es évek – i. e. 340-es évek – i. e. 330-as évek – i. e. 320-as évek – i. e. 310-es évek – i. e. 300-as évek – i. e. 290-es évek – i. e. 280-as évek – i. e. 270-es évek
Évek: i. e. 334 – i. e. 333 – i. e. 332 – i. e. 331 –  i. e. 330 – i. e. 329 – i. e. 328 – i. e. 327 – i. e. 326 – i. e. 325 – i. e. 324

## Események

### Makedón Birodalom
- Nagy Sándor a mai Afganisztán területén a Helmand folyó mentén halad keletnek a mai Kabulon túl, majd megalapítja Kaukázusi Alexandriát (ma Bagram)
- Baktriában az V. Artaxerxész nevet használó Besszosz ellenállást próbál szervezni a makedónokkal szemben. Nagy Sándor átkel a Hindukuson, hogy szembeszálljon vele, mire Besszosz az Oxosz folyón túlra menekül. A makedón uralkodó Baktrában a perzsa Artabazoszt teszi meg Baktria kormányzójának.
- Nagy Sándor átkel az Oxoszon és Ptolemaioszt küldi Besszosz üldözésére. Besszoszt a szogd Szpitamenész elfogja és átadja Ptolemaiosznak; az önjelölt perzsa királyt ezután Ekbatanában kivégzik.
- Nagy Sándor Marakandából (ma Szamarkand) a Perzsa Birodalom határáig, a Iaxartész folyóig nyomul előre. Átkel a folyó északi partjára, csatában legyőzi a szkítákat, akik elmenekülnek a sztyeppére; majd ezután megalapítja Alexandria Eszkhatét (a "legtávolabbit"), a mai Hudzsandot.
- Szpitamenész fellázad a makedón uralom ellen és ostrom alá veszi a marakandai helyőrséget. Nagy Sándor Pharnukhész vezetésével kisebb sereget küld ellenük, de azt a felkelők megsemmisítik.

### Róma
- Lucius Aemilius Mamercinus Privernast és Caius Plautius Decianust választják consullá. A gall betörés híre miatt nagy sereget soroznak és amikor a hír hamisnak bizonyul, az előző évben fellázadt Privernumot foglalják el vele. Miután a lázadás vezetőjét kivégzik, a privernumiak polgárjogot kapnak.[1]

## Halálozások
- V. Artaxerxész perzsa király

## Fordítás
- Ez a szócikk részben vagy egészben  a(z)   329 BC című angol Wikipédia-szócikk ezen változatának fordításán alapul.  Az eredeti cikk szerkesztőit annak laptörténete sorolja fel. Ez a jelzés csupán a megfogalmazás eredetét és a szerzői jogokat jelzi, nem szolgál a cikkben szereplő információk forrásmegjelöléseként.